# Joel Embiid
Joel Hans Embiid (født 16. marts 1994) er en camerounsk professionel basketballspiller som spiller som center for NBA-holdet Philadelphia 76ers.
Embiid begyndte først at spille basketball i en alder af 15, og drømte oprindeligt om at spille professionelt volleyball. Embiid havde vokset markant i de første teenageår, og var næsten 210 cm som kun 16 årig. Han havde kun spillet basketball i få måneder, da han blev inviteret til en basketball camp i Cameroun, som blev holdt af NBA-spilleren Luc Mbah a Moute, som på tidspunktet var den eneste spiller fra Cameroun i NBA, og kun den anden spiller fra landet til at nogensinde spille i ligaen.
Embiid har sagt, at kærligheden til basketball blev født, da han så Kobe Bryant spille på TV'et, og at det nok have været mere sikkert at fortsætte med volleyball, som er mere populær i Cameroun end basketball.

## Spillerkarriere

### Philadelphia 76ers

#### Draft, skader og debut
Efter kun et enkelt år i college, hvor Embiid spillede for University of Kansas, så erklærede Embiid sig til 2014 NBA draften. Der var snak om at han kunne blive valgt med det første pick, men det skete ikke da han havde en skade i foden, som kort efter draften skulle opereres. Han blev i stedet valgt med det tredje valg af Philadelphia 76ers.
Skaden holdt Embiid fra banen i hele 2014-15 sæsonen, og kort før 2015-16 sæsonen fandt man ud af at skaden ikke havde helet som ønsket, og Embiid var nødt til at blive opereret igen. Embiid missede hermed også hele 2015-16 sæsonen.
Embiid fik sin NBA debut den 26. oktober 2016, mere end 2 år efter han var blevet draftet. Embiid spillede en god sæson, og vandt Eastern Conference Rookie of the Month to gange i løbet af sæsonen. Han blev dog igen skadet i februar 2017, denne gang var det til knæet, og efter en måned besluttede 76ers, at Embiid ikke ville spille resten af 2016-17 sæsonen. Trods at han missede en god del af sæsonen, så blev Embiid stadig valgt til All-Rookie First Team, hvilke består af den top 5 bedste rookies fra den foregående sæson.

#### All-Star
Embiid vendte tilbage kort inde i 2017-18 sæsonen. Han scorede den 16. november 46 i en kamp imod Los Angeles Lakers, og blev hermed den første 76ers spiller til at score 40+ point i en kamp i 11 år. Han kom i sæsonen med på All-Star holdet for første gang i sin karriere. Embiid gjorde sin slutspilsdebut imod Miami Heat i sæsonen. 76ers endte med at vinde over Heat, og rykkede videre til den anden runde, men her tabte de til Boston Celtics.
Embiid fortsatte de god takter i den næste sæson. Igen blev Embiid valgt til All-Star holdet, og 76ers nåede til slutspillet igen. Sixers slog Brooklyn Nets i den første runde af slutspillet, men tabte til Toronto Raptors i den anden runde i en utrolig tæt serie, som endte med at Kawhi Leonard scorede et kampvindene skud i det sidste sekund af den syvende kamp.
Embiid scorede den 24. februar 2020 49 point i en kamp imod Atlanta Hawks. I sæsonen, som blev afbrudt af COVID-19 pandemien, skuffede Sixers efter at sæsonen genoptog. En skade til Ben Simmons og et dårligt spillede hold resulteret i at Sixers blev tæsket af Celtics i slutspillet.

#### MVP
Embiid havde i 2021-22 sæsonen sin bedste sæson til dato da han vandt scoringstitlen, da han med 30,6 point per kamp var ligaens mest scorende spiller. Han blev nomineret til NBA Most Valuable Player som en af de 3 finalister sammen med Stephen Curry og Nikola Jokić. Embiid sluttede på andenpladsen for MVP, da prisen endte med at gå til serbiske Jokić. 76ers nåede til den anden runde af slutspillet, men tabte til Atalanta Hawks.
Embiid fortsatte sit gode spil i 2022-23, da han for anden sæson i streg vandt scoringstitlen. Han blev igen nomineret til MVP, og denne gang lykkedes det Embiid at vinde titlen foran Jokić. Trods dette, så blev slutspillet igen en skuffelse for Embiid og Sixers, som tabte i den anden runde til Boston Celtics.